# London Charity Cup
La London Charity Cup era una competizione calcistica del Regno Unito organizzata dalla London Football Association e facente parte delle County Cups ("Coppe di Contea"). Il trofeo originario fu donato dal Rt. Hon. Reginald Harrison. Tra i vincitori figurano anche il Cheshunt (1973/74) e il Wimbledon (1935-36; 1949-50; 1951-52). La competizione fu interrotta nel 1975.